# Paul Ratcliffe
Paul Ratcliffe (* 12. listopadu 1973 Salford, Anglie) je bývalý britský vodní slalomář, kajakář závodící v kategorii K1.
Na mistrovstvích světa získal v letech 1997 a 1999 dva individuální bronzy a v roce 1997 zlato ze závodu hlídek. V letech 1998 a 2002 vyhrál individuální závod K1 na evropském šampionátu. V letech 1998, 1999 a 2000 zvítězil v celkovém pořadí Světového poháru v kategorii K1. Startoval na Letních olympijských hrách 1996 v Atlantě, kde skončil na 14. místě, a na LOH 2000 v Sydney, kde vybojoval stříbrnou medaili.